# Brandung

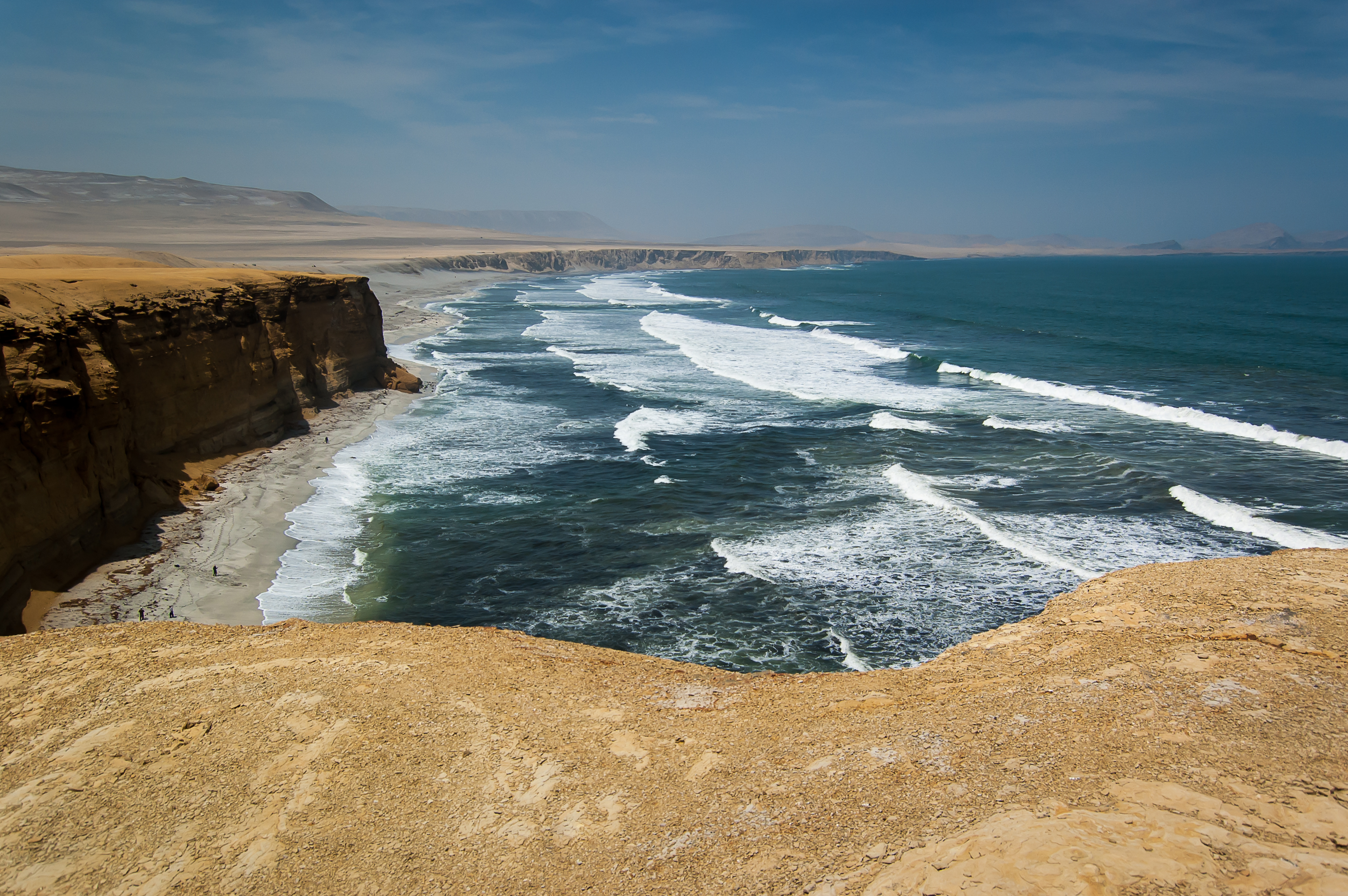
Brandung an der Pazifikküste von Peru

Brandung bezeichnet das geräuschvolle und mit der Bildung von Gischt verbundene Verhalten von Wellen, wenn sie extrem flache Bereiche eines Meeres (vgl. → Seegang) oder eines sehr großen Sees, in aller Regel die Küsten- bzw. Uferzone, erreichen. Sie wird unter anderem dadurch hervorgerufen, dass im zunehmend flacher werdenden Wasser die Wellen immer höher werden und schließlich brechen. Die damit insgesamt verbundenen Turbulenzen und Strömungen (z. B. der Brandungsrückstrom im Vorstrandbereich) haben einen bedeutenden Einfluss auf Erosion und Sedimentation an Flachküsten.
In der Geomorphologie wird der Flachwasserbereich, in dem die Brandung wirkt, als Brandungszone bezeichnet. Sie ist der landwärtige Teil der Schorre und wird ferner untergliedert in Brecherzone, Brandungszone im engeren Sinne und Auflaufzone. Landwärts an die Auflaufzone schließt sich der trockene Strand an, seewärts an die Brecherzone die Tiefwasserzone, der seewärtige Teil der Schorre, in dem die Wassertiefe unterhalb der Schönwetterwellenbasis liegt.
Das Geräusch der Brandung an Meeresküsten wird allgemeinsprachlich Meeresrauschen genannt.